# Desa Jetak (administrativ by i Indonesien, Jawa Timur, lat -6,97, long 111,94)
Desa Jetak är en administrativ by i Indonesien.   Den ligger i provinsen Jawa Timur, i den västra delen av landet, 600 km öster om huvudstaden Jakarta.